# Краснуха, Владимир Пантелеймонович
Краснуха Владимир Пантелеймонович (партийные псевдонимы: Юрко, Ваня, Гражданин; 1867, Санкт-Петербург — 27 апреля 1913, Охрид) — русский врач-революционер, активный деятель большевистского крыла партии РСДРП.

## Биография
Родился в 1867 году в Санкт-Петербурге. В 1893 году окончил Военно-Медицинскую Академию и до 1899 г. служил младшим врачом 70-го Ряжского полка, дислоцированного в Варшаве.

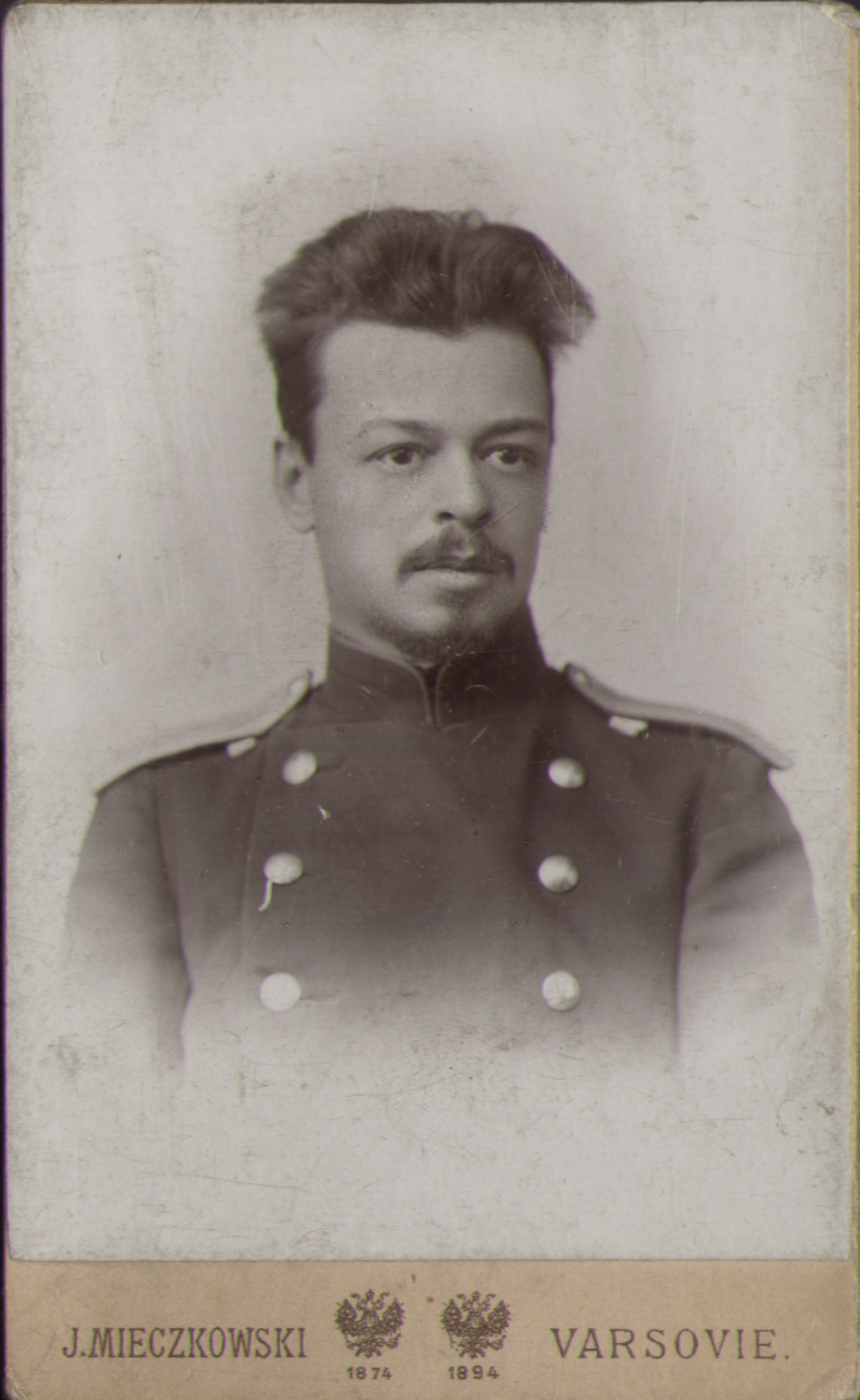
В. П. Краснуха, младший врач 70-й Ряжского полка, Варшава 1895г

Ещё в период учёбы принимал активное участие в революционном движении, стоял на позициях революционного народничества. В 1898 году примкнул к социал-демократическому движению. В 1899 году вступил в Петербургский «Союз борьбы за освобождение рабочего класса» и вскоре стал активным агентом ленинской «Искры». Вместе с М. И. Калининым, Е. Д. Стасовой и другими представителями левого крыла «Союза борьбы» вел ожесточенную борьбу с «экономистами», проводил большую агитационную работу на фабриках и заводах Петербурга, воспитывая рабочих в духе политической борьбы с самодержавием.
В 1900—1902 гг. врач Владимир Краснуха служил земским доктором Елизаветинского межуездного участка Петербургской губернии. Елизаветинский смешанный врачебный участок для Петергофского и Царскосельского уездов был открыт в арендованном доме священника, в деревне Дылицы, где два года трудился и проживал с семьёй Владимир Пантелеймонович Краснуха.
В апреле 1902 г. на Белостокской конференции, он представлял Петербургский «Союз борьбы за освобождение рабочего класса» и был избран в состав Организационного комитета по созыву II съезда РСДРП. В. Краснуха — один из организаторов совещания по реорганизации Петербургской социал-демократической организации, состоявшегося 14 июля 1902 г. На совещании было принято решение об объединении петербургских искровцев с «Союзом борьбы за освобождение рабочего класса» на основе признания программы «Искры», образован Петербургский комитет РСДРП, в состав которого вошёл Владимир Краснуха. Оценивая результаты этого совещания, В. И. Ленин писал: «Это дело может стать поворотным пунктом во всем нашем движении, и поэтому довести эту реорганизацию до конца — самая важная и самая настоятельная задача» (В. И. Ленин, Полн. собр. соч., 5-е изд., т. 46, с. 192). В. П. Краснуха участвовал в проведенном 2 августа 1902 г. под непосредственным руководством B. И. Ленина Лондонском совещании членов редакции «Искры», где обсуждался вопрос о созыве партийного съезда и создании единой общероссийской социал-демократической партии. На совещании был создан неофициальный Организационный комитет по созыву II съезда РСДРП, на который были возложены функции ЦК. В состав этого комитета вошёл Владимир Краснуха.
После официального конституированния Организационного комитета на Псковском совещании, состоявшемся 2 ноября 1902 г., Владимир Краснуха был избран руководителем его бюро. Арест (6 ноября 1902 г.) помешал дальнейшей работе его в Организационном комитете и не позволил участвовать в работе II съезда РСДРП. Вскоре после освобождения в 1904 г. В. Краснуха выехал в Закаспийскую обл. на борьбу с эпидемией холеры. Был делегатом внеочередного Пироговского съезда по борьбе с холерой (март 1905 г.), на котором C. И. Мицкевич от имени группы врачей-большевиков (М. Ф. Владимирский, В. П. Краснуха, В. А. Обух, И. В. Русаков и др.) предложил проект резолюции, содержащий изложение программы-минимум РСДРП. В 1905 году вместе с В. А. Радус-3еньковичем возглавил Николаевский комитет РСДРП, создал подпольную типографию, вел большую пропагандистскую работу. В ноябре 1905 г. был избран председателем Николаевского Совета рабочих депутатов. Действуя на этом посту в соответствии с ленинской программой, организовал комиссию по борьбе с безработицей, по питанию трудящихся, активно готовил вооружённое восстание, занимался реорганизацией дела медицинского обслуживания рабочих, готовил санитарные отряды для оказания медпомощи участникам восстания. Арестован в 1906 году, в 1908 г. за активное участие в революции 1905—1907 гг. был предан суду и приговорен к бессрочной ссылке в Сибирь. Однако, не дожидаясь утверждения приговора, подкупив охранку, скрылся и эмигрировал в Сербию, где работал главным врачом глазной больницы в г. Богатиче. Во время Балканской войны (1912—1913) добровольно пошёл служить врачом сербской армии, на фронте в составе 3-й или 1-й сербской армии, освобождавшей от турок Южную Сербию и Македонию, в первой половине 1913 г. заразился сыпным тифом и умер 27 апреля 1913г, похоронен при церкви в г. Охриде (в наше время республика Северная Македония).

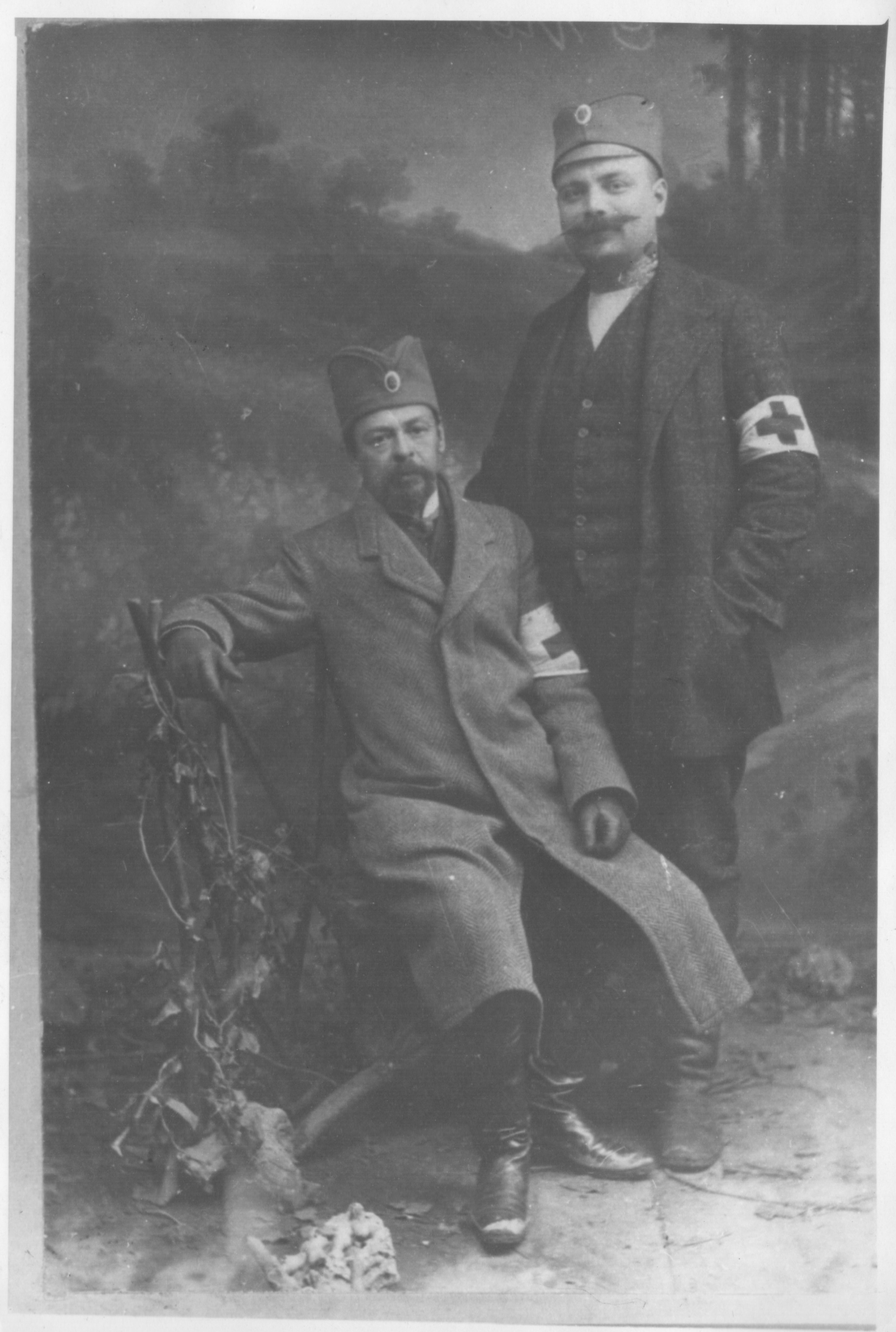
В. П. Краснуха с сербским товарищем (М.Велимирович), Балканская война 20.02.1913гг в г. Битола

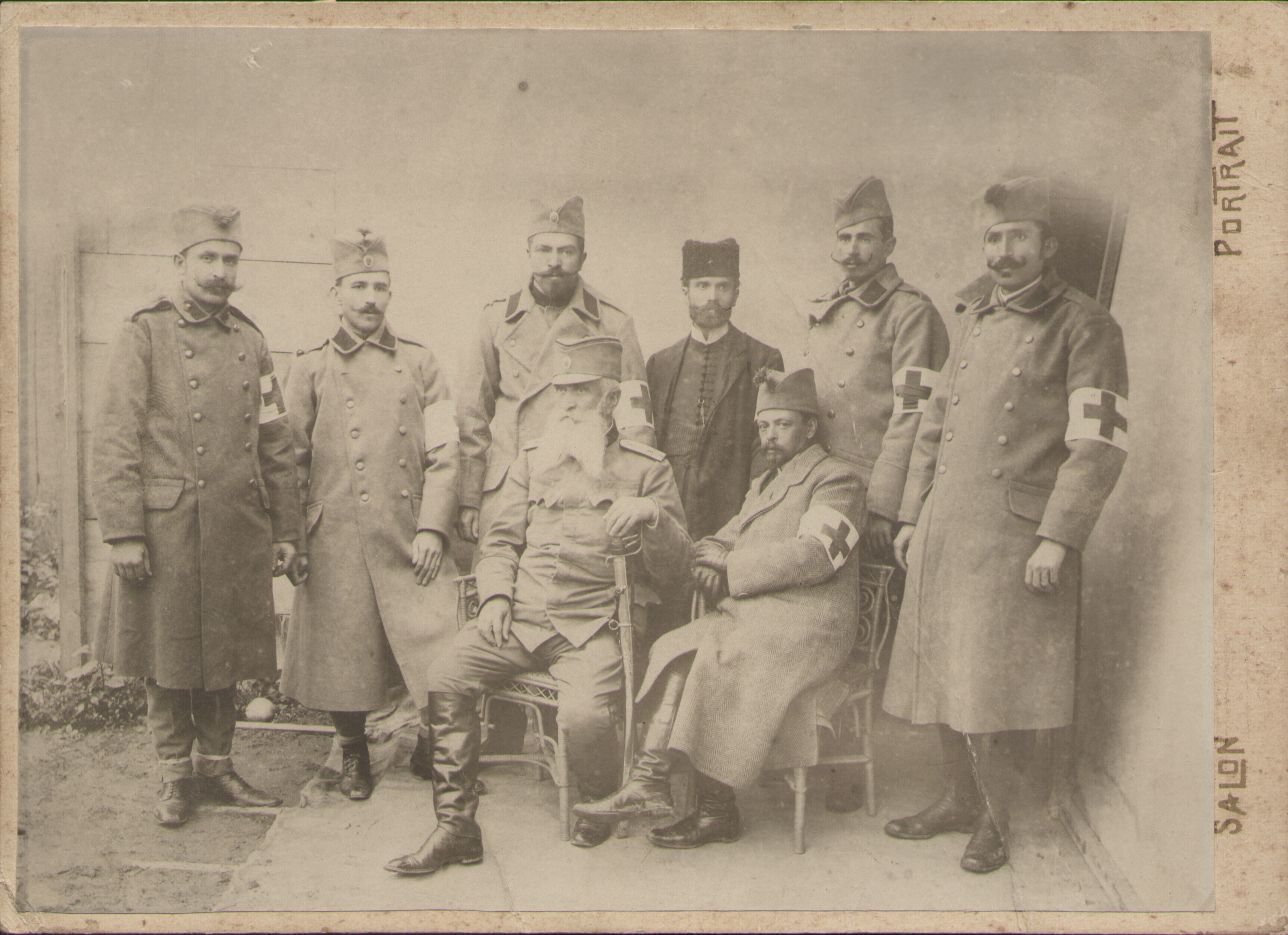
Балканская война, 1912 г., сербские санитары, сербский офицер и врач ПВ.П.Краснуха(сидит с офицером)

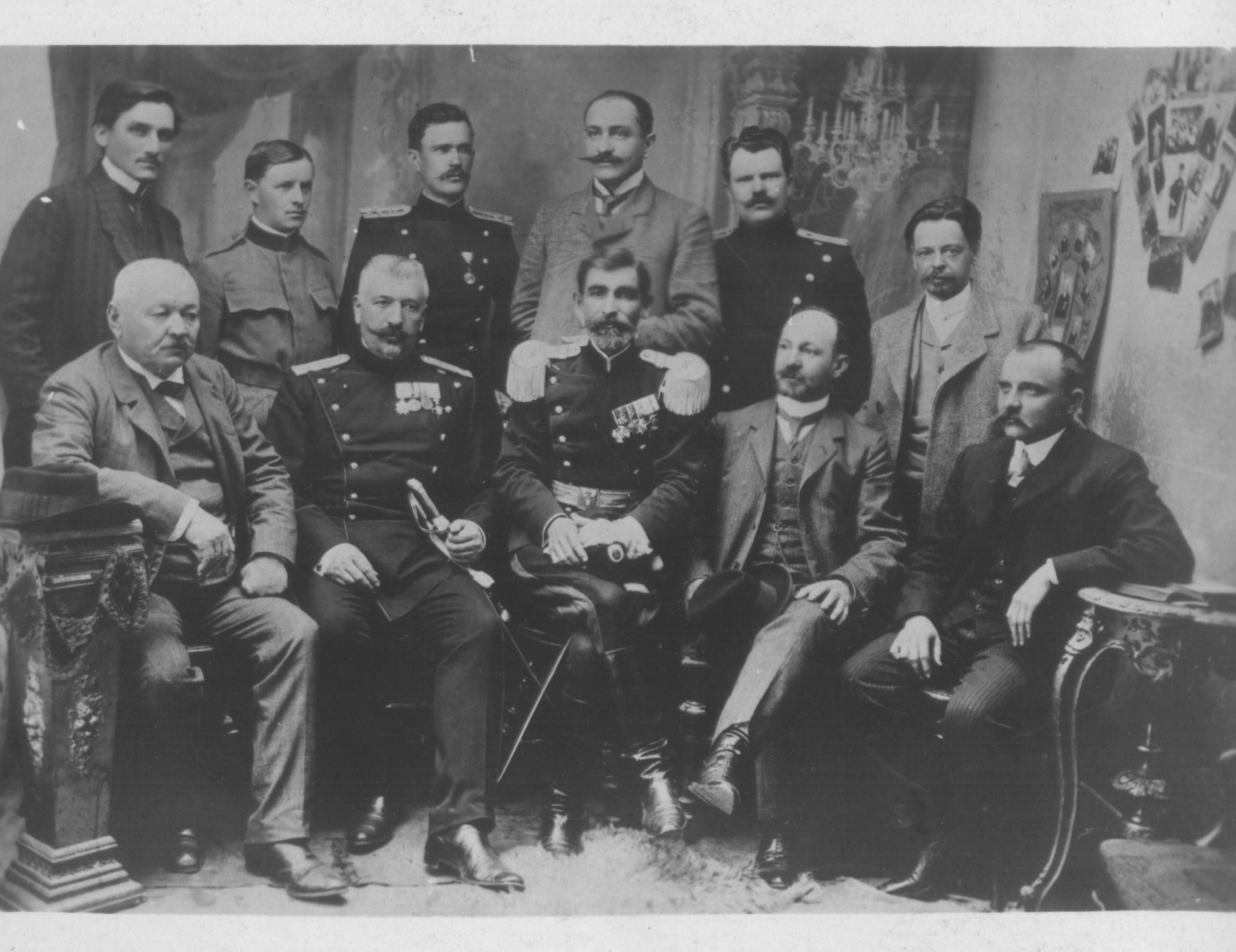
Балканская война 1912—1913 гг., Сербия, на фото В. П. Краснуха (стоит в правом углу)и русско-сербское общество, надпись на обороте ДОПИСНА

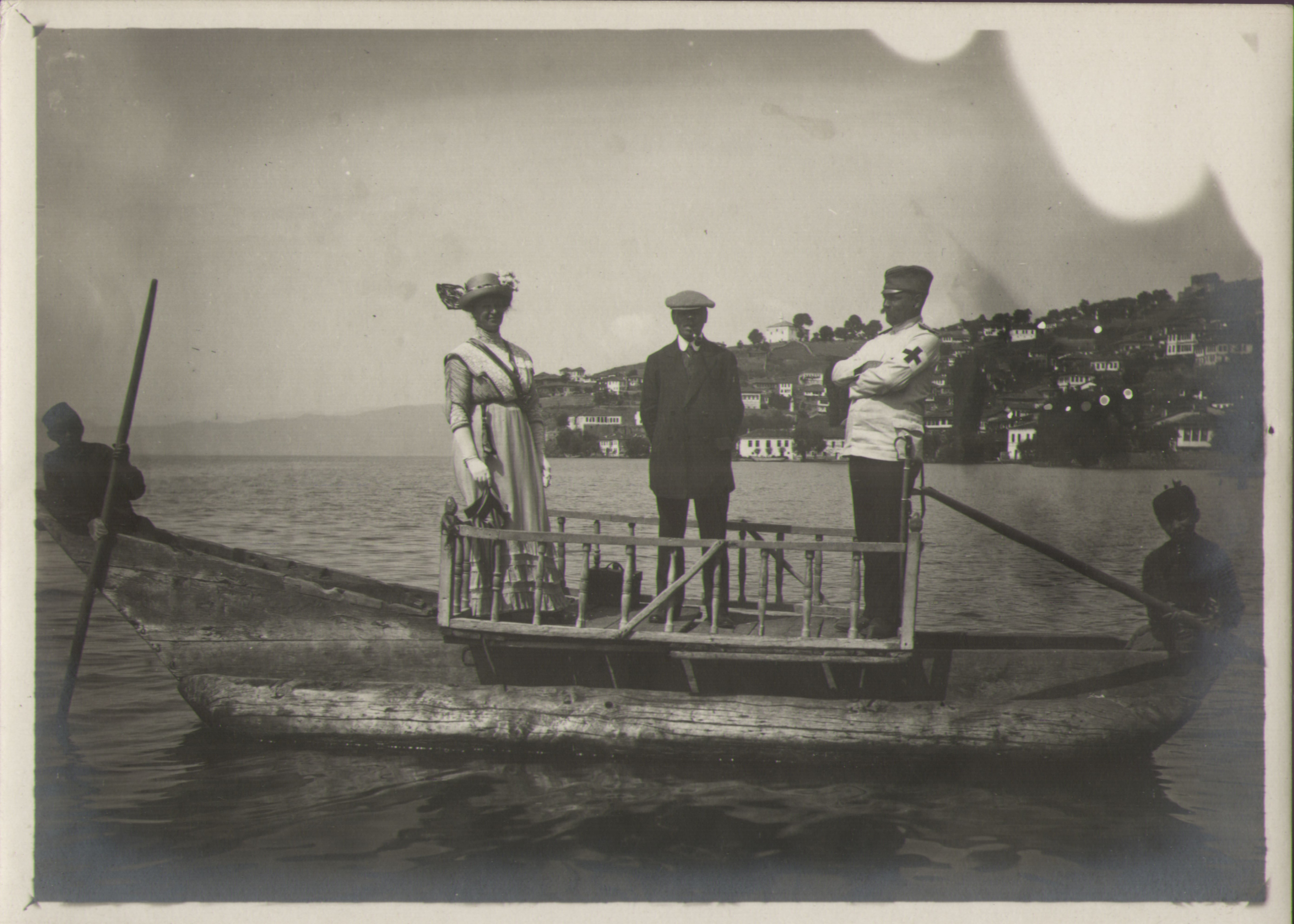
Владимир и Эмма Краснуха, с ординарцем на лодке, оз. Охрид 1913г

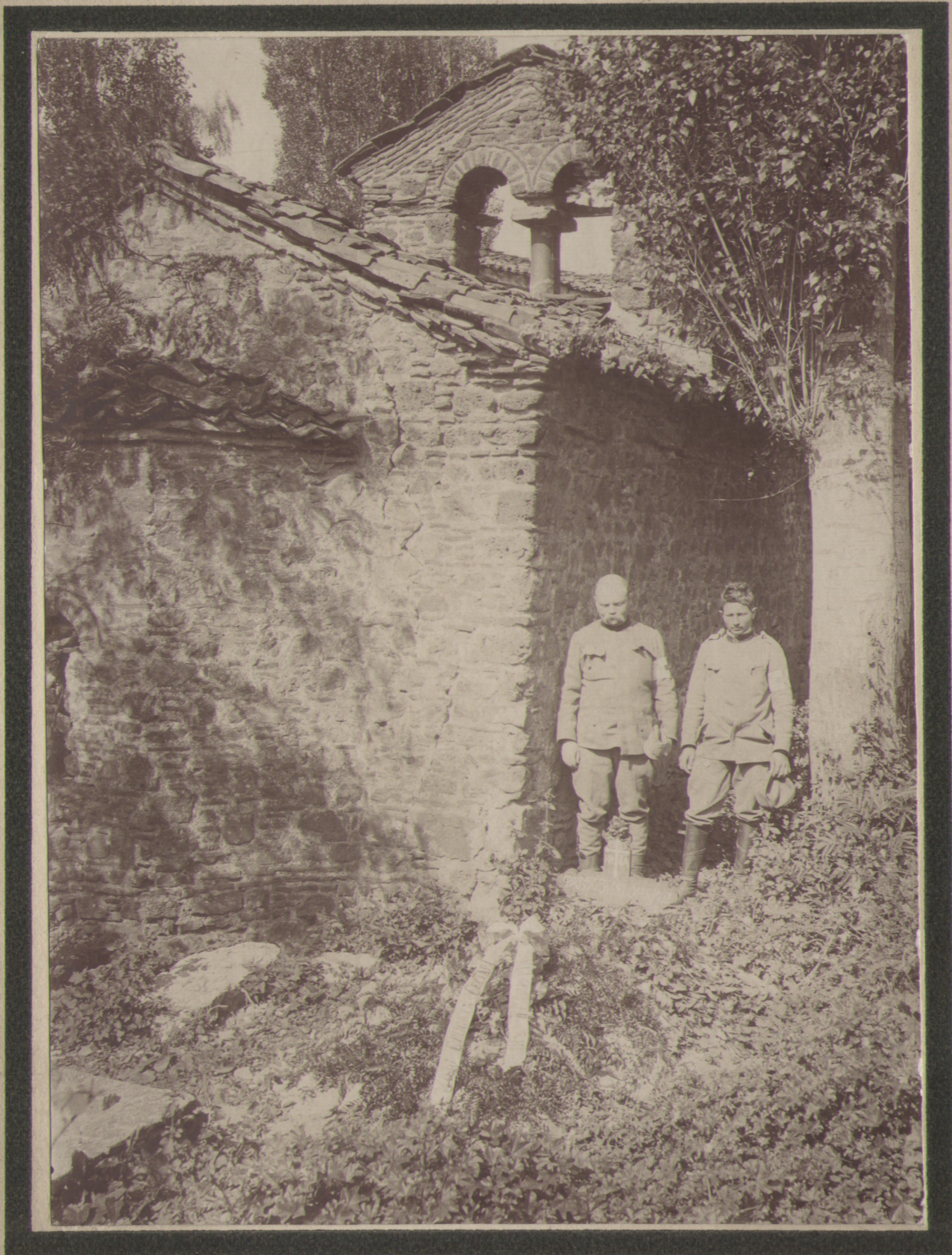
Сербский ординарец у могилы В. П. Краснуха

## Семья Краснуха В.П
В годы военной службы (1893-1899гг) Владимир Краснуха познакомился в Варшаве с революционеркой Эммой Васильевной Бруггер (по происхождению из польских немцев), в 1898 году они поженились, а в 1899 году в Санкт-Петербурге родился их первый сын Георгий. В 1907 году у семьи Краснуха, в Санкт-Петербурге, родился второй сын: Борис Владимирович Краснуха (07.02.1907г).
Жена Эмма Васильевна Краснуха (родилась 07.02.1878 г. по новому стилю) в послереволюционный период работала научным сотрудником 1 разряда, заведовала политпросветотделом ИАЭ Академии Наук СССР (МАЭ РАН), с 1933 г. кандидат наук, и. о. старшего научного сотрудника. Перед войной и вплоть до выхода на пенсию была партийным работником, 1-м секретарем горкома г. Златоуст Челябинской области.
Старший сын Георгий Владимирович Краснуха — участник ВОВ, на фронте с 1941 г., призывался из блокадного Ленинграда Василеостровским РВК, воевал в 190-й гвардейской стрелковой дивизии, 63 гвардейском стрелковом полку, участвовал в прорыве блокады Ленинграда (операция «Искра»), был награждён медалью «За оборону Ленинграда» (02.06.1943 г.), умер от многочисленных ран, в конце июля 1943 г., перезахоронен с Синявинских высот (Зольная сопка), на Пискаревском мемориальном кладбище Ленинграда (Санкт-Петербурга).
Младший сын Борис Владимирович Краснуха воевал во время ВОВ, в РККА с октября 1941 г., призывался из г. Златоуст Челябинской области, где на момент войны проживал с семьёй и матерью Эммой Васильевной Краснуха, в 50 отдельную стрелковую бригаду 1-й Ударной Армии (бои за Москву), был ранен, на момент ранения (13.08.1943 г., севернее г. Ржев) — лейтенант, командир стрелковой роты 371-й стрелковой дивизии (1233 стрелковый полк) Западного фронта, награждён: 09.05.1945 г. медалью «За победу над Германией» и 29.06.1945 г. орденом «Отечественной войны 2-й степени». После ВОВ Борис Владимирович Краснуха преподавал в Политехническом институте г. Ленинграда.

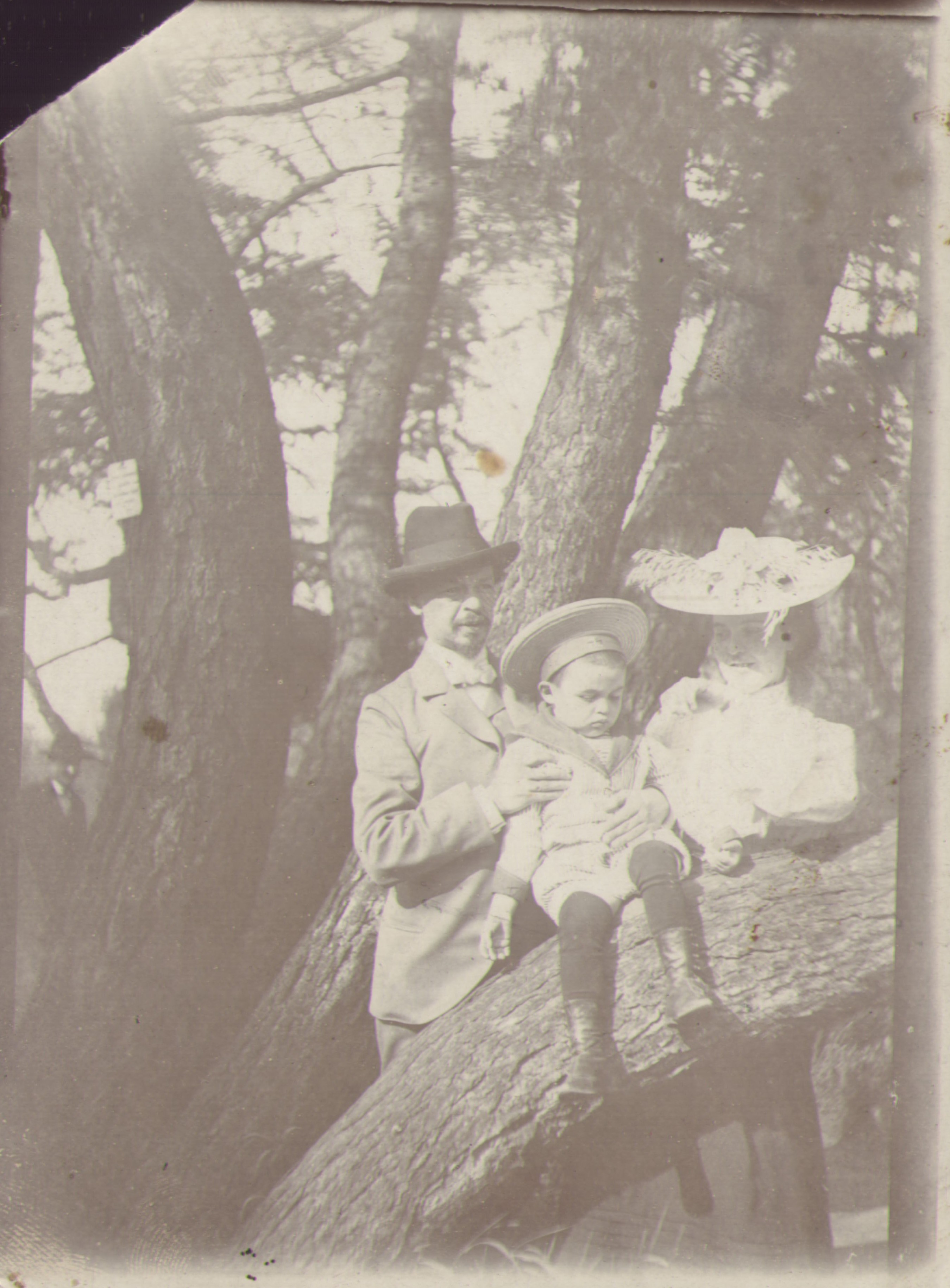
Семья Краснуха Владимир, его жена Эмма и сын Георгий(1905-07гг)

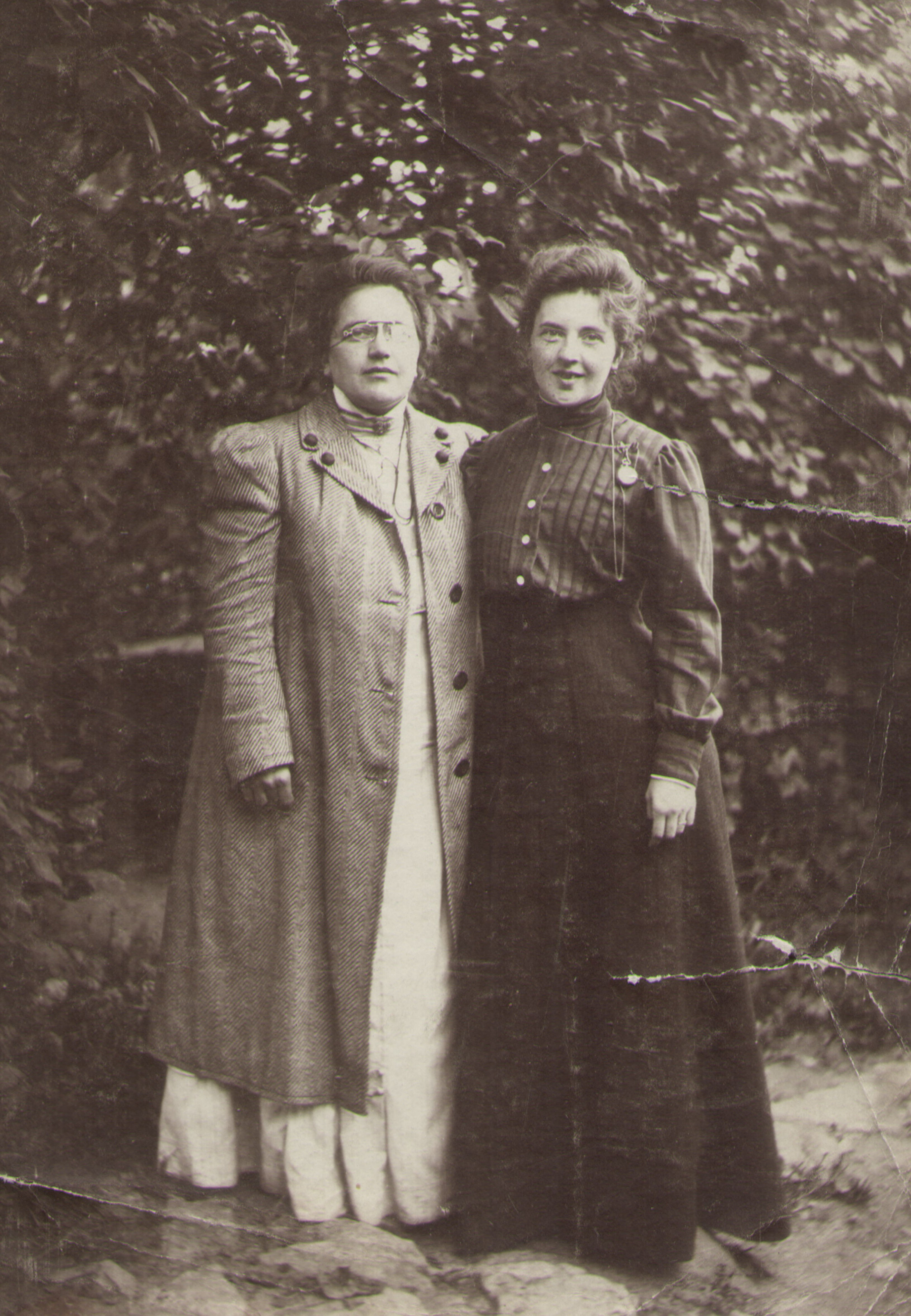
Эмма Васильевна Краснуха с подругой, начало XX века

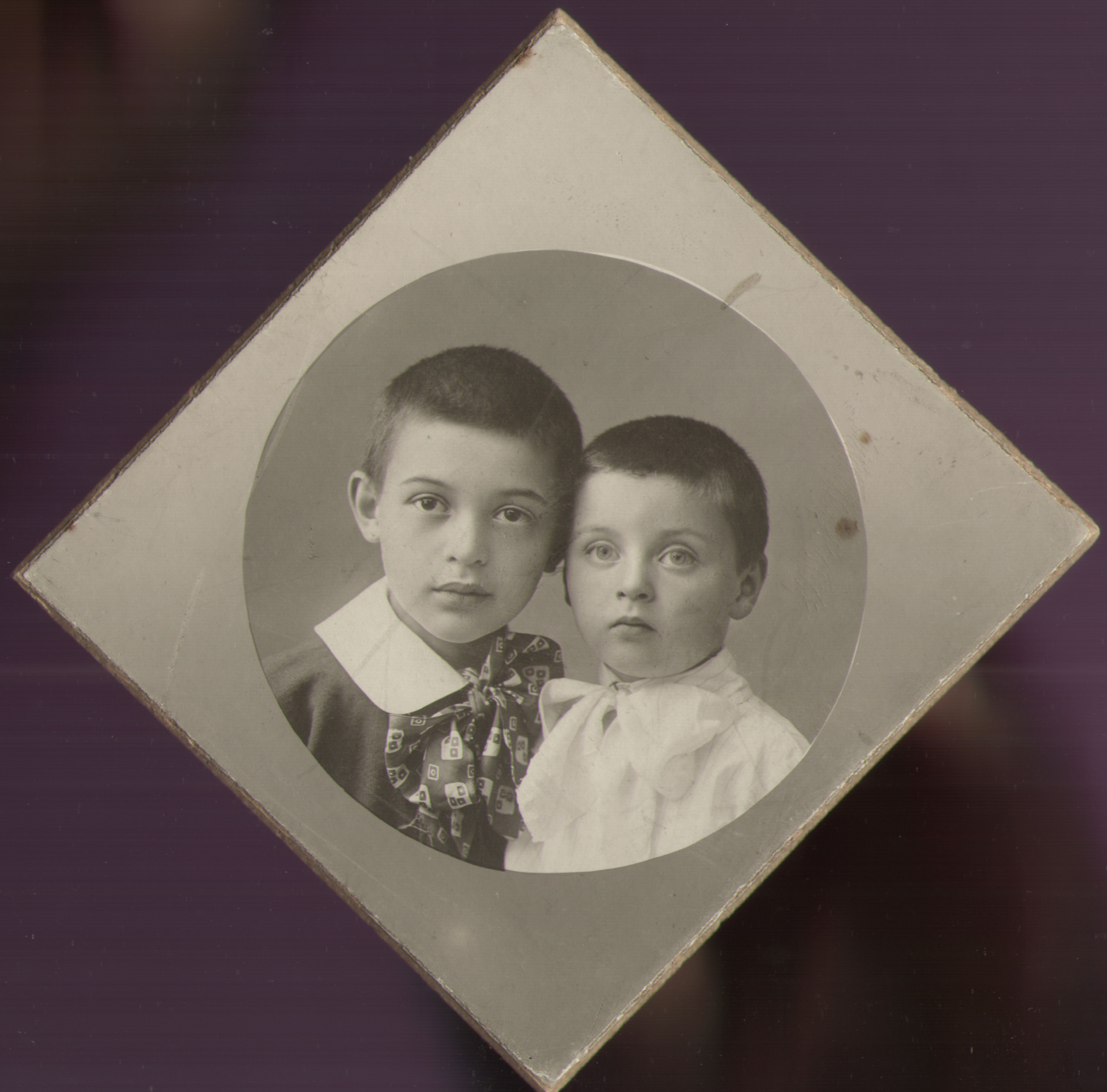
Георгий и Борис Краснуха (1912-1913гг)